# Жофре Ридел
Жофре Ридел био је принц и трубадур. Умро је у току Другог крсташког похода и био је познат по томе што је у своју поезију унео „љубав на даљину“ (amor de lonh или amour de loin).
О његовом животу се зна врло мало, но једна Маркабруова песма га описује као човека oltra mar (преко мора), највероватније у походу. Највероватније је био син Жирара, такође дворјанина. Жираров отац је био први који је носио ову титулу око 1090.
Судећи према његовој легендарној Види, одлучио се да оде у крсташки поход када је чуо од ходочасника о лепоти Даме Ходиерне од Триполија, пошто је она моментално постала његова amor de lonh. Легенда каже да се разболео на броду током путовања и да је на обалу ступио на самрти. Дама Ходиерна је чула о њему и сишла је из њеног замка, а Ридел је умро у њеном наручју. Ова необична и прилично немогућа прича проистекла је од затвореног стила његове поезије и његове смрти на Походу.
Седам Риделових песама је преживело до данас, од којих је музика сачувана од 4. Његова песма Lanquan li jorn претпоставља се, да је послужила као модел Минезенгеру Валтеру од Фогелвајдеа да напише (Palästinalied).

## Ридел као књижевна легенда
Романтизам је нашао са својим писцима инспирацију у легенди о Жофреу. Песме Хајнриха Хајнеа и других осврћу се на Риделову поезију и легенду о његовом животу, љубави и смрти.

## Поезија
- Док слушам како
- Љубавна чежња
- Жудња из даљине